# روفو دل مونتي
روفو دل مونتي (بالإيطالية: Ruvo del Monte)‏ هي بلدية في مقاطعة بوتنسا في إقليم بازيليكاتا الإيطالي.

## السكان
في سنة 1861 بلغ عدد السكان 2٬741 نسمة، وتطور العدد ليصل في سنة 2011 لـ 1٬099 نسمة.
يظهر هذا المخطط البياني تطور النمو السكاني لـ روفو دل مونتي

## أعلام
- فينتشنزو دي لوكا